# Самійло Виговський
Самійло Виговський (? — 1659) — військовий діяч доби Гетьманщини, бихівський полковник (1659).

## Життєпис
Представник руського (українського) шляхетського роду Виговських. Син овруцького полковника Василя Виговського. Далекий родич гетьмана І. Виговського (згідно з дослідженням В. Заруби — чотириюрідний брат).
У 1644 року вів суперечку з родичами Адамом і Філоном Виговськими за володіння частиною родового села Вигів.
У 1658—1659 роках згадується як сотник козацького війська. На початку 1659 призначений бихівським полковником. На чолі 2-тисячого загону відправлений гетьманом І. Виговським в Білорусь на допомогу білоруському полковнику І. Нечаю. Брав участь у боях з московськими військами під Мстиславом. У травні-грудні 1659 року разом з І. Нечаєм керував обороною Старого Бихова. Під час взяття міста московитянами 4 грудня був захоплений у полон разом із дружиною. Повішений.